# Gry Komputerowe (czasopismo)
Gry Komputerowe – polskie czasopismo poświęcone tematyce gier komputerowych. Wydawane w latach 1993–2009, w 1999 połączone z czasopismem „PC Gamer”, również wydawanym przez CGS Computer Studio.